# Ford Iosis
Der Ford Iosis ist ein auf der IAA 2005 vorgestelltes Konzeptfahrzeug des Automobilherstellers Ford, das nicht in Serie gehen wird.

## Fahrzeugcharakteristika
Das Fahrzeug wurde in Szene gerückt durch Ausstattungsmerkmale wie vier gegenläufig angeschlagene Flügeltüren, 20-Zoll-Reifen und ein sehr sportliches Exterieur. Der Einstieg in die hintere Sitzreihe wird zudem vereinfacht durch das Fehlen der B-Säule. Außerdem wurden in dieser Studie neue Materialien wie Neopren im Interieur verwendet und „Ambient Lighting“, um diesem Fahrzeug eine sportlich-elegante Note zu verpassen.
Chef-Designer ist Martin Smith, der das sogenannte „Kinetic Design“ angewendet hat, um diesen sportlichen Ford zu gestalten. Die neue Modellreihe des Mondeo übernahm Elemente des Iosis. Dieser ist seit Juni 2007 im Handel erhältlich.

## Name
Der Name „Iosis“ stammt laut Fords Pressemitteilungen aus der Alchemie. Dort bedeutet er „Rötung“ und beschreibt den finalen Prozess der Verwandlung einfachen Metalls in Gold.
Die Namensgebung geriet in die Kritik, als im Oktober 2005 Hans Eidener, Professor für neugriechische Philologie, im Kölner Stadt-Anzeiger mit den Worten zitiert wurde, „iosis“ sei das neugriechische Wort für „Virenbefall“, die Namensgebung daher ebenso peinlich wie beim Mitsubishi Pajero oder dem Toyota MR2. Die Meldung wurde in zahlreichen anderen Presseorganen wiederholt. Sie erwies sich jedoch als wenig haltbar, da sich dieses Wort zwar theoretisch aus dem Wort „ios“ (= Virus) ableiten ließe, im Griechischen jedoch praktisch keine Verwendung findet und bei Griechen keine Assoziationen zu der von Eidener vermeldeten Bedeutung weckt.

## Bilder

Ford Iosis auf der IAA 2005
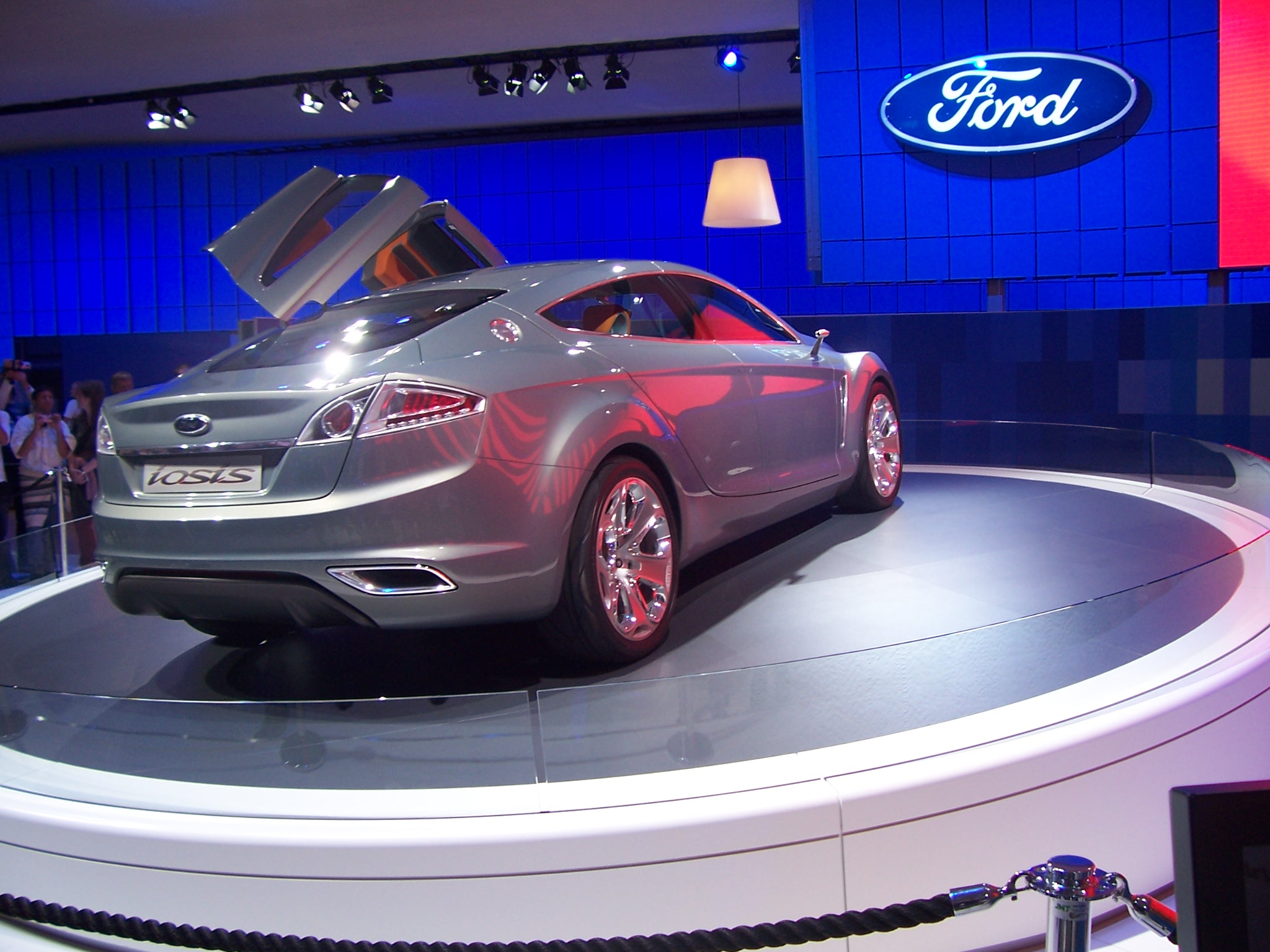
Heckansicht
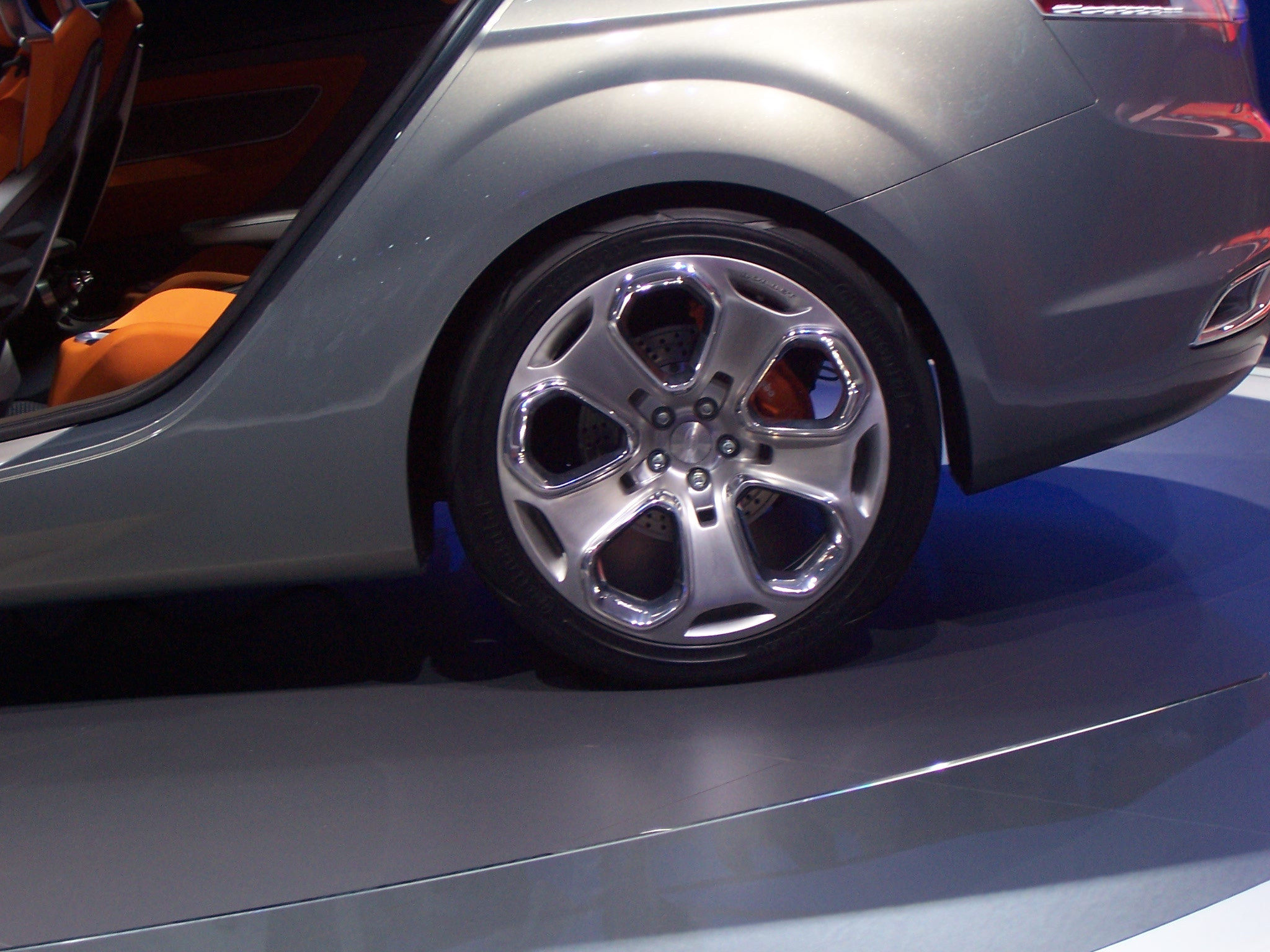
20-Zoll-Reifen
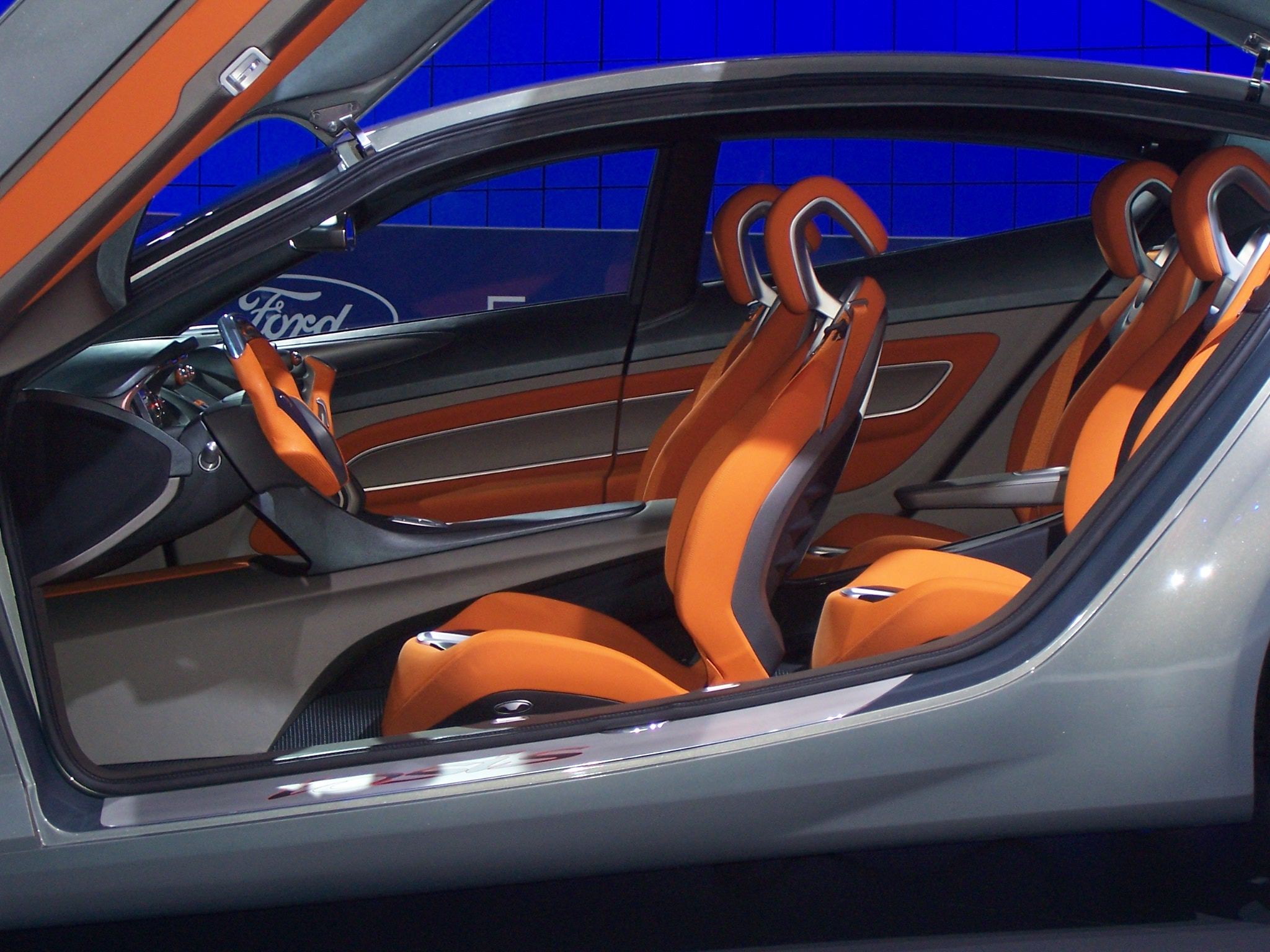
Fehlende B-Säule